# Illicium majus
Illicium majus är en tvåhjärtbladig växtart som beskrevs av Joseph Dalton Hooker och Thomson. Illicium majus ingår i släktet Illicium och familjen Schisandraceae. Inga underarter finns listade.